# Dawn Patrol
| Recensione | Giudizio |
| ---------- | -------- |
| AllMusic   |          |

Dawn Patrol è il primo album in studio del gruppo musicale statunitense Night Ranger, pubblicato nel novembre 1982 dalla MCA Records.

## Tracce
1. Don't Tell Me You Love Me – 4:22 (Jack Blades)
2. Sing Me Away – 4:10 (Blades, Kelly Keagy)
3. At Night She Sleeps – 4:12 (Blades, Keagy)
4. Call My Name – 3:44 (Blades)
5. Eddie's Comin' Out Tonight – 4:27 (Blades)
6. Can't Find Me a Thrill – 3:21 (Blades)
7. Young Girl In Love – 3:34 (Blades, Keagy)
8. Play Rough – 4:15 (Blades)
9. Penny – 3:47 (Blades)
10. Night Ranger – 4:39 (Blades)

## Singoli
- Don't Tell Me You Love Me (1982)
- Sing Me Away (1983)

## Formazione
- Jack Blades – voce, basso
- Jeff Watson – chitarra
- Brad Gillis – chitarra
- Alan Fitzgerald – tastiere
- Kelly Keagy – batteria, voce